# St. Hildegard (St. Ingbert)

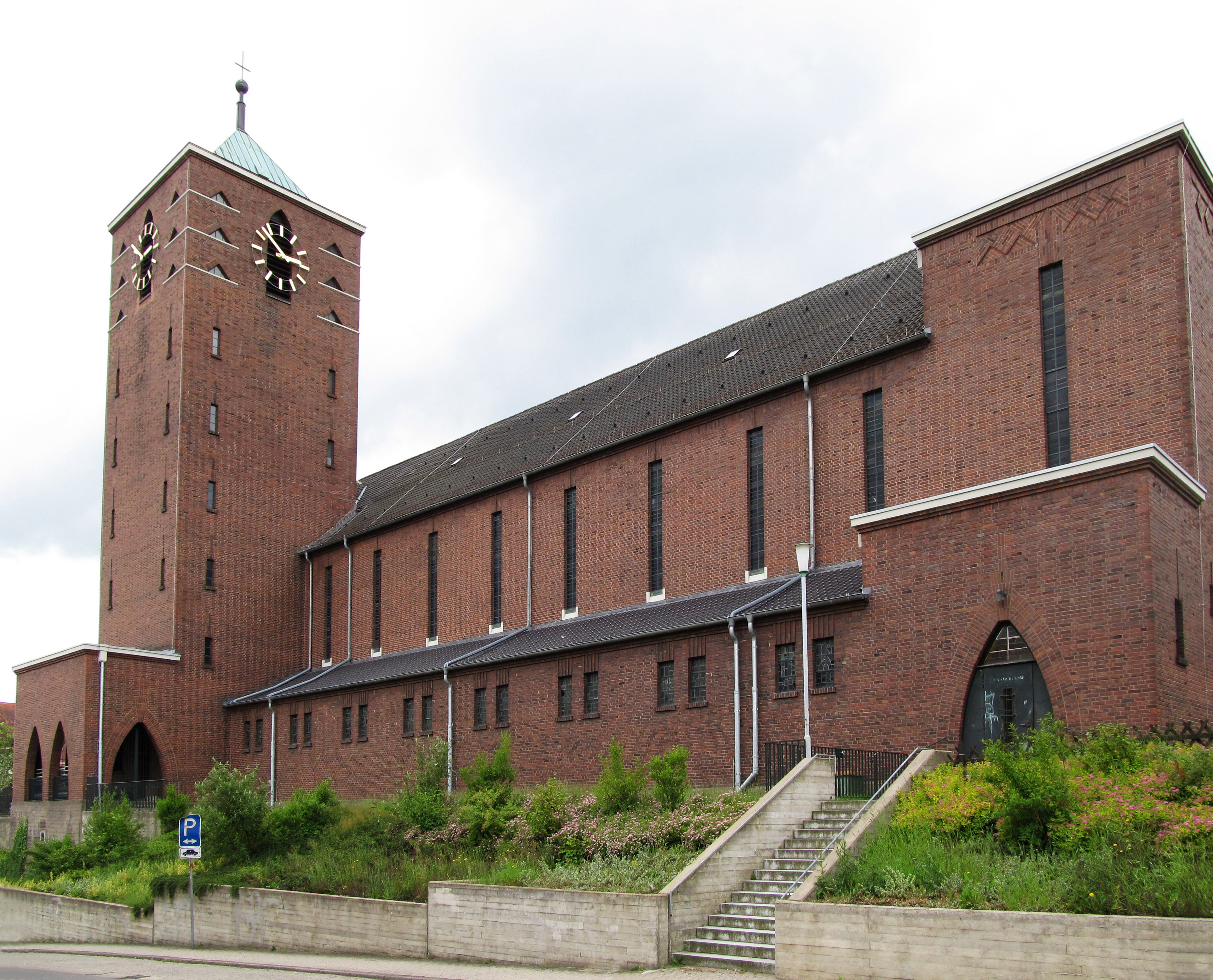
St. Hildegard

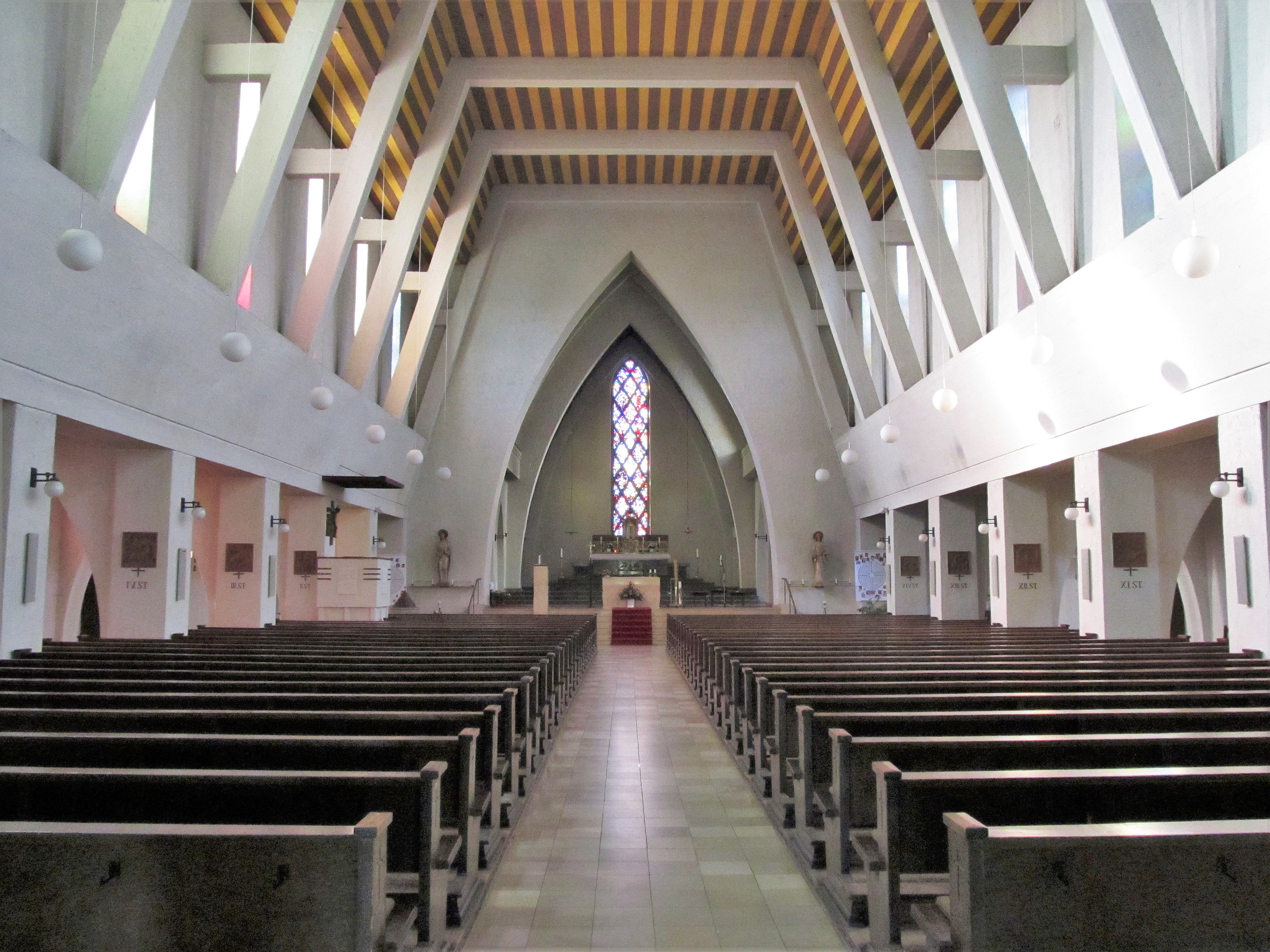
Blick ins Innere der Kirche

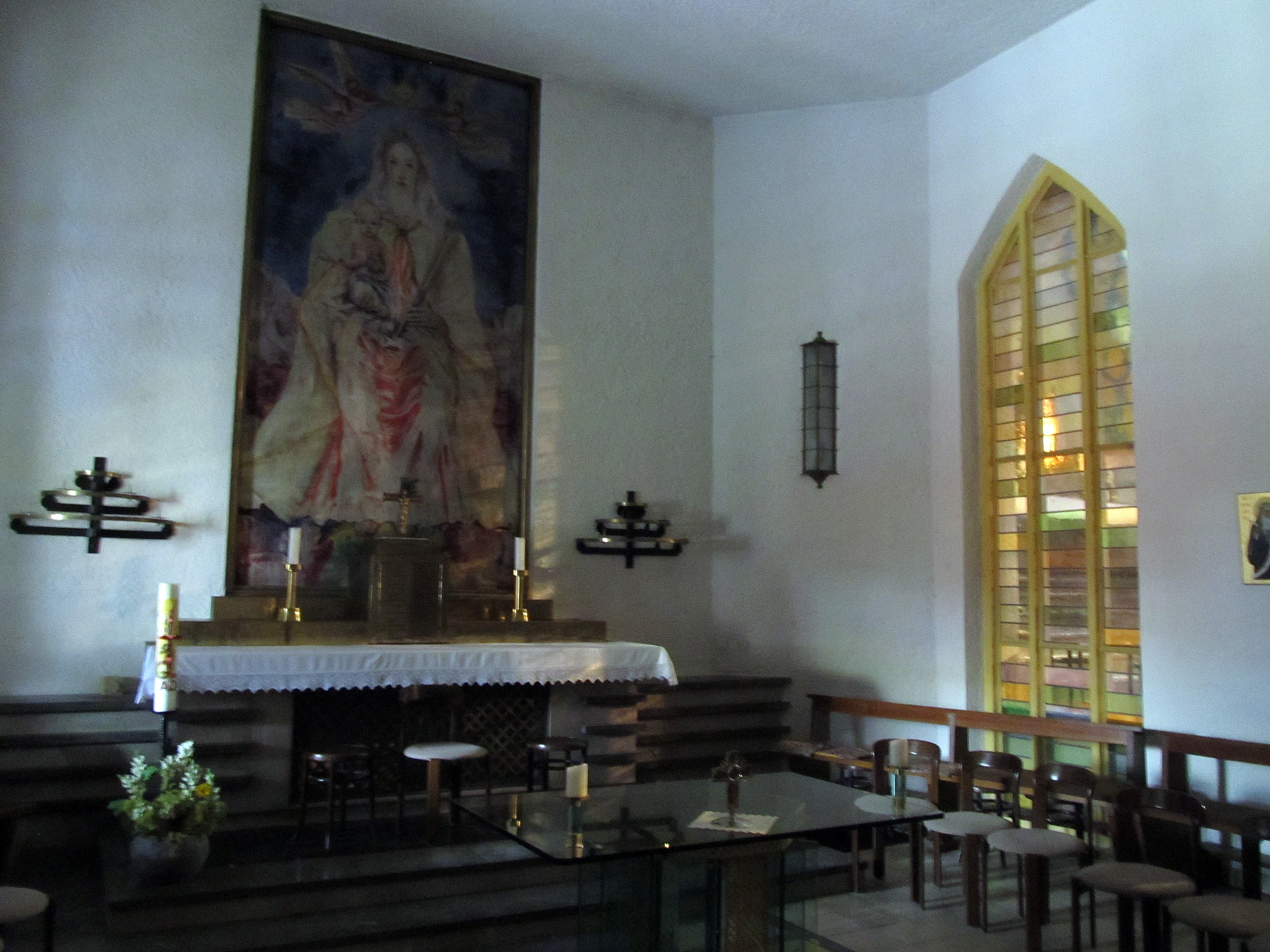
Blick in die Marienkapelle

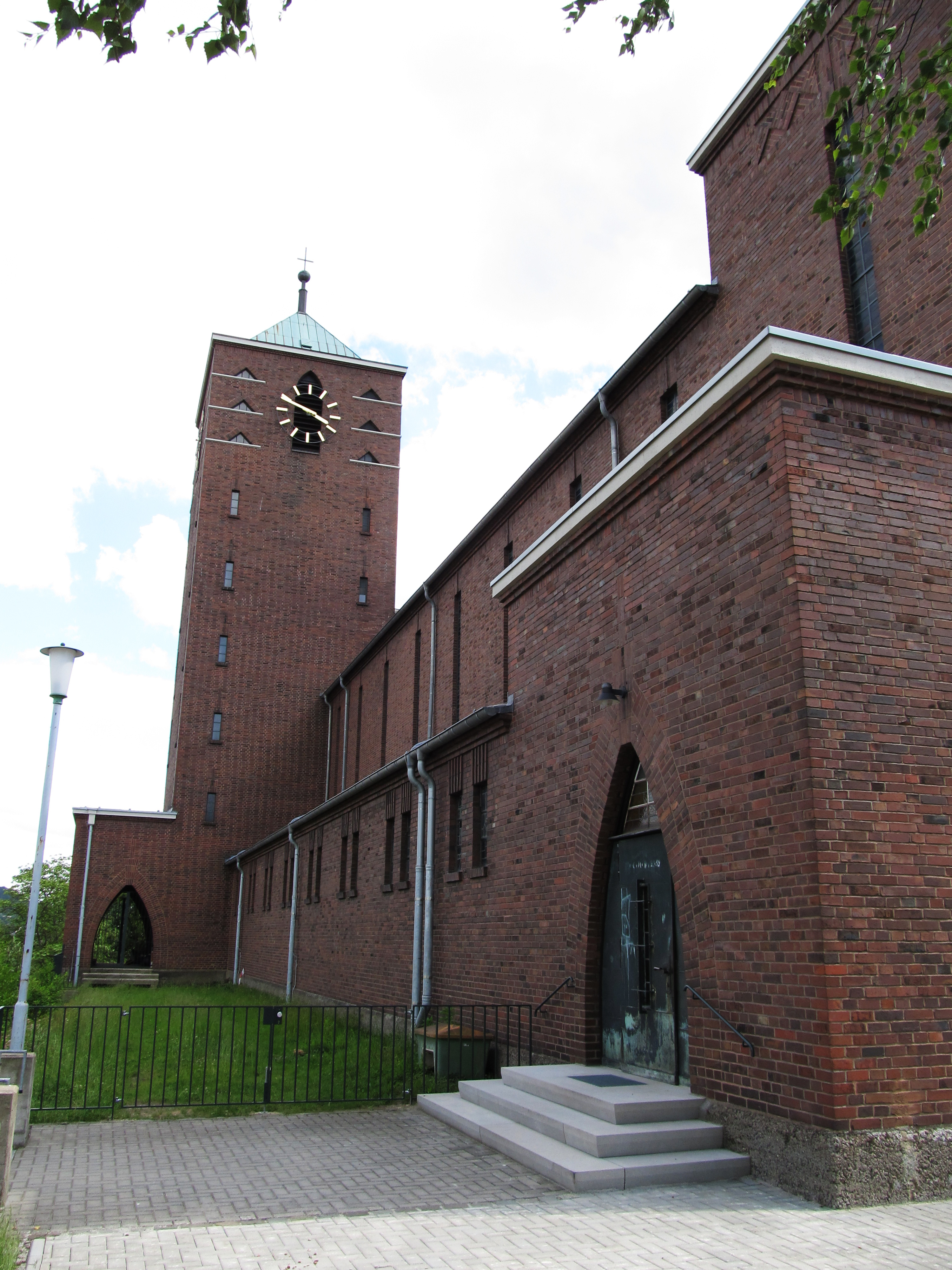
Blick entlang des nördlichen Seitenschiffs zum Glockenturm

Die Kirche St. Hildegard in St. Ingbert war die römisch-katholische Pfarrkirche der gleichnamigen Pfarrgemeinde, zugehörig zur Pfarrei Heiliger Ingobertus.
Sie wurde am 28. Juni 2025 profaniert.

## Geschichte
Nachdem die St.-Engelbert-Kirche aufgrund des starken Bevölkerungswachstums und des damit einhergehenden Anstiegs der Zahl der Katholiken in St. Ingbert zu klein geworden war, wurde zu Beginn der 1890er Jahre die St.-Josef-Kirche errichtet. Der St. Ingberter Pfarrei standen nun zwei Kirchengebäude zur Verfügung, doch auch dies reichte bald nicht mehr aus.
Deshalb stellte Prälat Josef Goebel, Pfarrer von St. Josef, schon 1915 Überlegungen zur Gründung einer Tochterpfarrei an. Im Januar 1917 beschloss der Pfarrverwaltungsrat von St. Josef die Errichtung einer selbstständigen Stiftung, die den Namen Römisch-katholische Kirchenstiftung St. Hildegard erhielt, benannt nach der Volksheiligen und Mystikerin Hildegard von Bingen. St. Ingbert lag damals in der bayrischen Pfalz, und so war es nach den Bestimmungen des Konkordats erforderlich, die Zustimmung des regierenden Monarchen von Bayern, König Ludwigs III. einzuholen. Doch aufgrund des Ersten Weltkriegs musste die Gründung der neuen Pfarrei St. Hildegard verschoben werden.
Erst 1927 konnte die Gründung vollzogen werden. Die Pfarrei St. Hildegard wurde am 28. Mai 1927 vom damaligen Speyerer Bischof, Ludwig Sebastian, kirchenrechtlich errichtet. Als Nächstes ging man daran, den Plan zum Bau einer Pfarrkirche für die neue Pfarrei in die Tat umzusetzen. Es lagen drei Entwürfe vor, von denen derjenige des Architekten Albert Boßlet ausgewählt wurde. Der erste Spatenstich erfolgte am 28. September 1928, und zwei Monate später fand am 28. November die Grundsteinlegung statt. Die Bauzeit betrug nur 12 Monate, und so konnte das Gotteshaus am 22. September 1929 eingeweiht werden.
Die Kirche ist in der Denkmalliste des Saarlands als Einzeldenkmal aufgeführt und gilt unter Experten als der am besten gelungene Kirchenbau Boßlets.
Die Kirche wurde am 28. Juni 2025 profaniert. Die Orgel wurde im Juni 2024 an eine Privatperson aus Baden-Württemberg verkauft und soll demnächst demontiert werden. Ausschlaggebend für diese Entscheidung war vor allem die Notwendigkeit einer dringenden Sanierung der Orgel, die mit Kosten zwischen 300.000 und 500.000 Euro beziffert wurde. Das Vorgehen der Gemeinde und des Pfarrers wurde stark kritisiert, da das historische Raumgefüge zerstört und vollendete Tatsachen geschaffen würden, ohne Alternativen zu prüfen.

## Beschreibung
Der Kirchenbau ist in moderner, schlichter, expressionistisch beeinflusster Formensprache gehalten. Das Gebäude hat drei Schiffe: ein breites Mittelschiff unter einem Walmdach und zwei niedrige Seitenschiffe unter Pultdächern. Das nördliche Seitenschiff ist kürzer als das südliche und geht in den Glockenturm der Kirche über, der an das Mittelschiff angebaut ist. Besonders prägnant ist das Backstein-Sichtmauerwerk.
Teil der Kirche ist eine Marienkapelle im Erdgeschoss des Glockenturms.

## Ausstattung
Im Chorraum steht ein Hochaltar, der von Albert Boßlet, dem Architekten der Kirche, entworfen und vom Silberschmied Franz Mayrhofer (München) ausgeführt wurde. Das Künstlerinnenduo Goosens und Biehler (München) schuf das Bronze-Relief an der Stirnseite des Altars, wie auch die beiden Figuren Herz Jesu und Immaculata am Chorbogen. Auch die Figuren des Heiligen Josef, der Heiligen Theresia vom Kinde Jesu, des Heiligen Wendelinus, des Heiligen Antonius sowie die der Apostelfürsten Petrus und Paulus an der Kanzel stammen von ihnen, ebenso das Kanzelkreuz.
Die Figur des Heiligen Bruder Konrad stammt von dem Bildhauer Vogel (Bergzabern), die der Heiligen Barbara von dem Bildhauer Dell (Boßweiler).
Der Kreuzweg aus Terrakotta wurde 1929 von August Weckbecker (München) geschaffen.
Franz Mayrhofer (München) fertigte den Deckel des Taufbeckens.
Die Buntglasfenster sind ein Werk von Felix Baumhauer (München), der diese in den Jahren 1927–1929 schuf. Besonders erwähnenswert ist das große Spitzbogenfenster im Chor hinter dem Hochaltar. Für die Ausführung der Fenster zeichnete die Werkstatt Bockhorni (München) verantwortlich. Von Baumhauer stammt auch das große Marienbild über dem Altar in der Marienkapelle.
Steinaltar und Ambo stammen von dem Bildhauer Willi Hahn (Trier) und wurden 1984 angefertigt.
Die aus Kupferblech getriebene Figur der Heiligen Hildegard von 1929 über dem Hauptportal stammt von dem Bildhauer Josef Henselmann (München).

### Glocken
Drei der vier Glocken der Kirche wurden im Februar 1942 als kriegswichtiges Material beschlagnahmt und eingeschmolzen, lediglich ihre kleinste Glocke durfte die Kirche behalten. Am 4. Januar 1953 kam es zu einem Beschluss des Stadtrats unter Bürgermeister Georg Bleif, wonach den St. Ingberter Kirchengemeinden die im Krieg beschlagnahmten Glocken ersetzt wurden. Zudem wurde das Geläut von St. Hildegard von vier auf fünf Glocken erweitert. Die Glocken für die St. Ingberter Kirchen wurden durch die Saarlouiser Glockengießerei gegossen, die Anfang 1953 von Karl (III.) Otto von der Glockengießerei Otto in Bremen-Hemelingen und dem Saarländer Aloys Riewer gegründet worden war. Am 3. Oktober 1953 wurden die Glocken den Kirchengemeinden feierlich übergeben. Alle fünf Glocken läuten samstags um 18:00 Uhr, zusammen mit den anderen Innenstadtglocken, zum Einläuten des Sonntags und zu ganz besonderen Anlässen wie Hochfesten an hohen kirchlichen Feiertagen.
| Nr. | Name          | Ton  | Durchmesser (in mm) | Gewicht (kg) |
| 1   | Christkönig   | gis0 | 1976                | 4870         |
| 2   | St. Georg     | h0   | 1640                | 2780         |
| 3   | St. Maria     | dis1 | 1310                | 1391         |
| 4   | St. Hildegard | fis1 | 1092                | 830          |
| 5   | St. Barbara   | gis1 | 1016                | 595          |

## Orgel

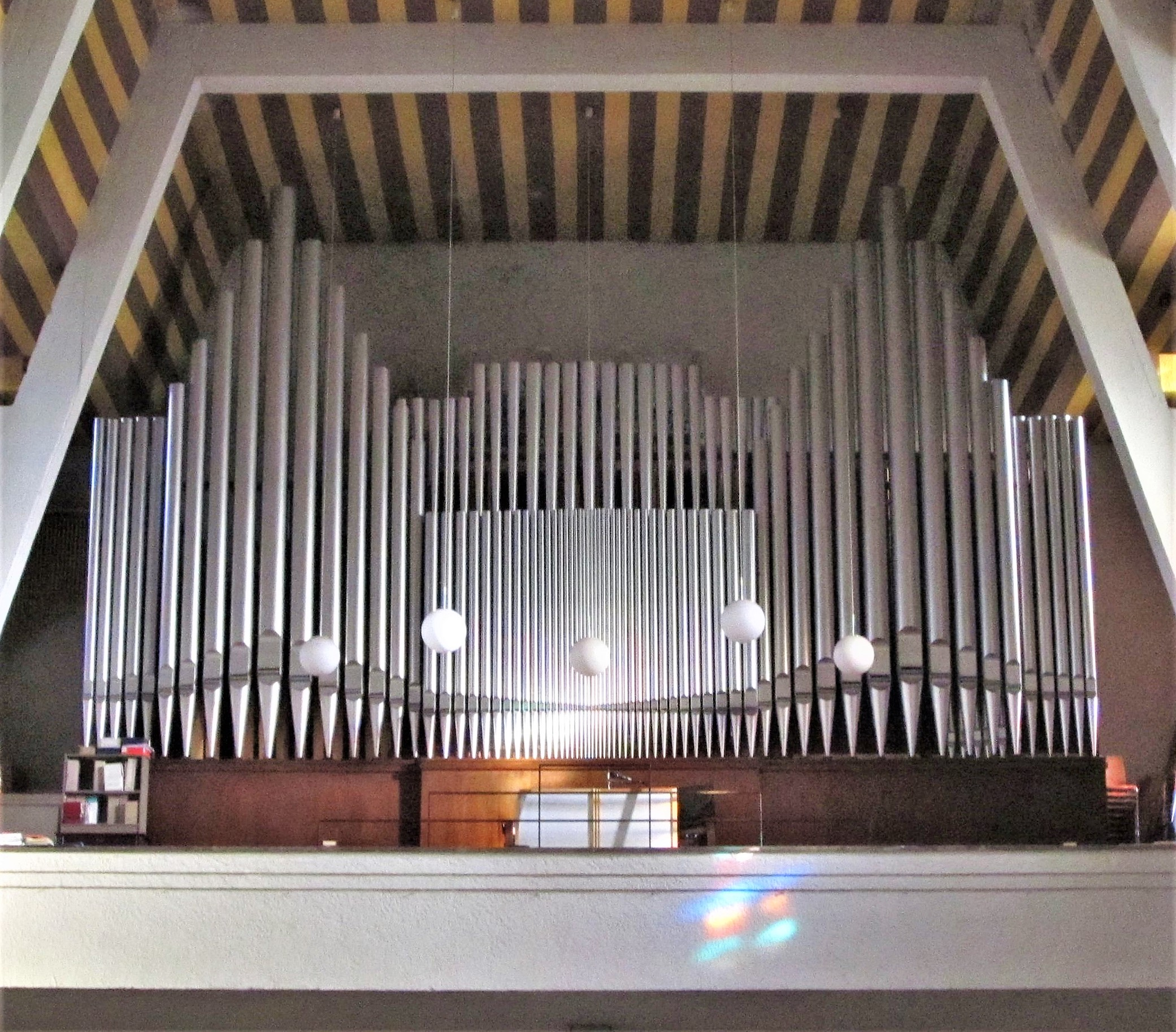
Hauptorgel der Kirche

Die Kirche St. Hildegard verfügte über zwei Orgeln, eine Hauptorgel und eine weitere, die in der Marienkapelle steht.

### Hauptorgel
Die Orgel auf der großen Empore wurde im Jahr 1933 von den Orgelbaumeistern Gebrüder Späth (Mengen) mit 41 Registern erbaut. Im Laufe der Zeit wurde das Instrument mehrfach durch die Orgelbauwerkstatt Hugo Mayer Orgelbau (Heusweiler) bearbeitet. 1978 baute Mayer die Orgel um; dabei wurden einzelne Register ausgetauscht und stillgelegt; das Instrument wurde im Sinne der Klangideale des Neobarock aufgehellt. 1995 restaurierte Mayer das Instrument und stattete es im Jahr 2000 mit einer elektrischen Setzeranlage aus. 2004 wurden die zwischenzeitlichen Änderungen weitgehend rückgängig gemacht und die Disposition in den Ursprungszustand zurückgeführt. In diesem Zug wurde die Orgel um eine Horizontaltrompete erweitert und erhielt einen viermanualigen Spieltisch. Das Kegelladen-Instrument hat heute 42 Register. Die Spiel- und Registertraktur ist elektropneumatisch.
Nachdem der Beschluss zur Profanierung der Kirche getroffen war, wurde die Orgel an eine Privatperson in Baden-Württemberg verkauft, die das Instrument an einem geeigneten Standort aufstellen und spielbar machen möchte. Die Register „Schweizer Pfeife 2'“ und „Klarinette 8'“ wurden an die Orgelfreunde St. Nikolaus Immenstadt e. V. verkauft und sollen zur Rekonstruktion des Fernwerks der historischen Steinmeier-Orgel verwendet.
Die Disposition lautete wie folgt:
| I Hauptwerk C–a3 |              |       |     |
| 1.               | Principal    | 16′   |     |
| 2.               | Principal    | 8′    |     |
| 3.               | Gedeckt      | 8′    |     |
| 4.               | Portunaflöte | 8′    |     |
| 5.               | Salicional   | 8′    |     |
| 6.               | Praestant    | 4′    |     |
| 7.               | Rohrflöte    | 4′    |     |
| 8.               | Mixtur IV    | 2′    | (R) |
| 9.               | Scharff IV   | 1 ⁄3′ | (R) |
| 10.              | Klarinette   | 8′    |     |

| II Schwellwerk C–a3 |                 |        |
| 11.                 | Geigenprincipal | 8′     |
| 12.                 | Hohlflöte       | 8′     |
| 13.                 | Nachthorn       | 8′     |
| 14.                 | Gemshorn        | 8′     |
| 15.                 | Schwebung       | 8′     |
| 16.                 | Dolkan          | 4′     |
| 17.                 | Quinte          | 2 ⁄3′  |
| 18.                 | Schweizerpfeife | 2′     |
| 19.                 | Terz            | 1 3⁄5′ |
| 20.                 | Mixtur IV–V     | 2 ⁄3′  |
| 21.                 | Kornett IV      |        |
| 22.                 | Bombarde        | 16′    |
| 23.                 | Trompete        | 8′     |
| 24.                 | Oboe            | 8′     |
| 25.                 | Klarine         | 4′     |
|                     | Tremolo         |        |

| III Positiv C–a3 (schwellbar) |                  |     |
| 26.                           | Lieblich Gedeckt | 16′ |
| 27.                           | Rohrgedeckt      | 8′  |
| 28.                           | Quintatön        | 8′  |
| 29.                           | Fernflöte        | 8′  |
| 30.                           | Kupferprincipal  | 4′  |
| 31.                           | Musikgedeckt     | 4′  |
| 32.                           | Klosterflöte     | 4′  |
| 33.                           | Terzian II       |     |
| 34.                           | Cymbel IV        |     |
| 35.                           | Rankett          | 16′ |
| 36.                           | Krummhorn        | 8′  |
|                               | Tremolo          |     |

| IV. Manual C–a3 |                                 |    |     |
| 37.             | Horizontaltrompete              | 8′ | (E) |
|                 | Horizontaltrompete (aus Nr. 37) | 4′ |     |
|                 | Glockenspiel                    |    |     |

| Pedal C–f1 |                           |         |     |
|            | Akustikflöte (aus Nr. 38) | 32′     | (E) |
| 38.        | Principalbass             | 16′     |     |
| 39.        | Subbass                   | 16′     |     |
|            | Sanftbass (aus Nr. 26)    | 16′     |     |
| 40.        | Quintbass                 | 10 2⁄3′ |     |
|            | Octavbass (aus Nr. 38)    | 8′      |     |
|            | Gedecktbass (aus Nr. 39)  | 8′      |     |
|            | Octave (aus Nr. 38)       | 4′      |     |
|            | Flötenbass (aus Nr. 39)   | 4′      |     |
|            | Bassflöte (aus Nr. 39)    | 2′      |     |
| 41.        | Choralbass IV             |         |     |
|            | Bombarde (aus Nr. 42)     | 32′     | (N) |
| 42.        | Posaunbass                | 16′     |     |
|            | Rankett (aus Nr. 35)      | 16′     |     |
|            | Tuba (aus Nr. 42)         | 8′      |     |
|            | Trompete (aus Nr. 42)     | 4′      |     |
|            | Zink (aus Nr. 42)         | 2′      |     |

- Koppeln:
  - Normalkoppeln: II/I, III/I, IV/I, III/II, I/P, II/P, III/P
  - Suboktavkoppeln: II/I, III/I
  - Superoktavkoppeln: II/I, III/I
- Spielhilfen: elektronischer Setzer mit 3072 Kombinationen, Sequenzer, Crescendo
- Anmerkungen

(R) = Rekonstruiertes Register (1995)
(N) = Hinzufügung von 1995
(E) = Hinzufügung von 2004

### Orgel der Marienkapelle

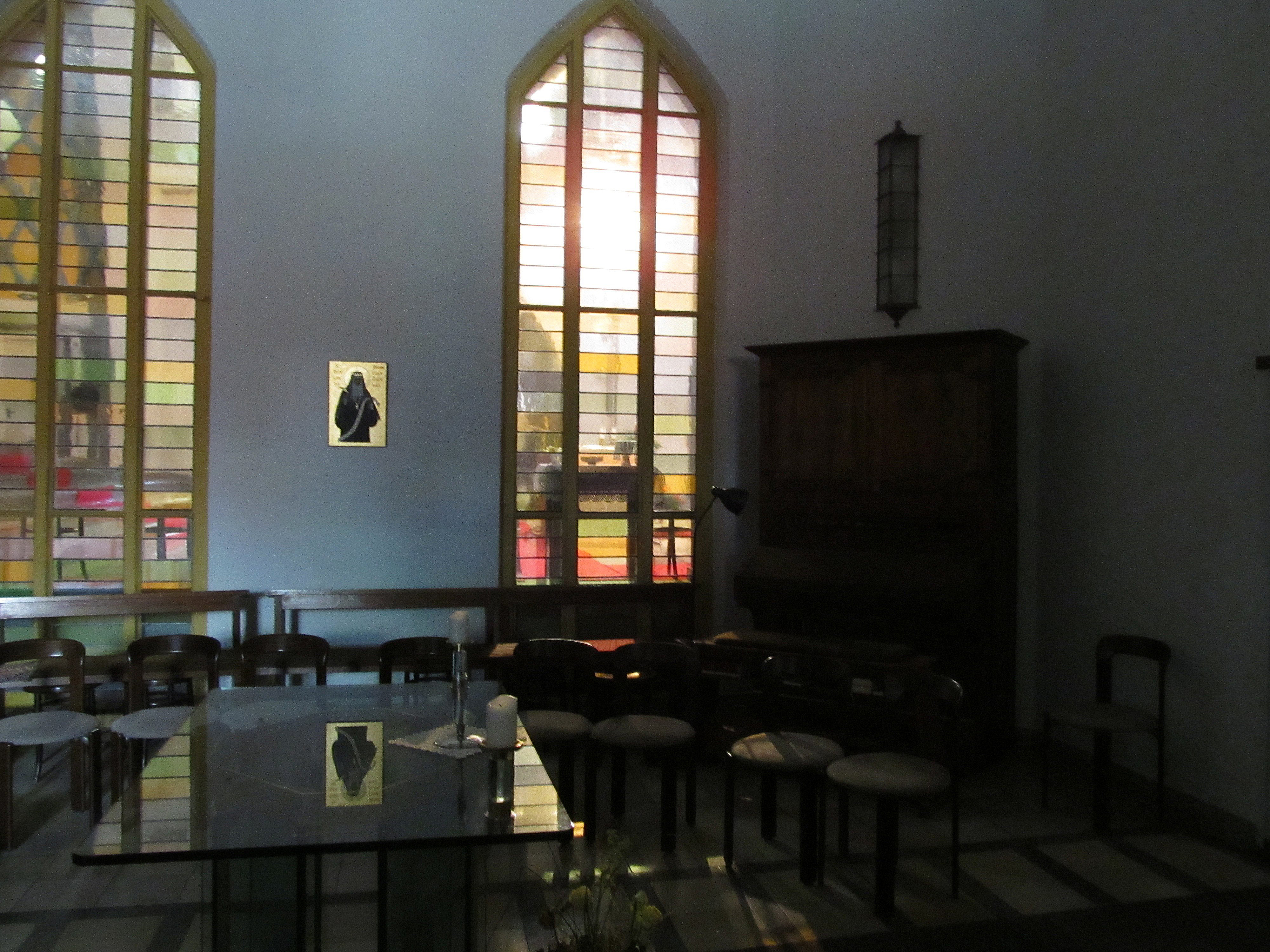
Innenansicht Marienkapelle mit Orgel

Das Instrument wurde 1949 durch den Orgelbaumeister Paul Ott (Göttingen) als Hausorgel für den in Speyer tätigen Kirchenlieddichter und -komponisten Erhard Quack gebaut. In den 2000er Jahren fand die Orgel Aufstellung in der Marienkapelle der St.-Hildegard-Kirche. Das Instrument verfügt über neun Register, verteilt auf zwei Manuale und Pedal. Die Windladen sind mechanische Schleifladen. Es handelt sich möglicherweise um die älteste mechanische Schleifladen-Orgel im Saarland, seitdem die Kegellade eingeführt wurde.
| I Manual C–g3 |            |       |
| 1.            | Gedackt    | 8′    |
| 2.            | Blockflöte | 4′    |
| 3.            | Prinzipal  | 2′    |
| 4.            | Quinte     | 1 ⁄3′ |

| II Manual C–g3 |             |    |
| 5.             | Rankett     | 8′ |
| 6.             | Hohlflöte   | 2′ |
| 7.             | Zimbel I-II |    |

| Pedal C–f1 |           |     |
| 8.         | Rohrflöte | 4′  |
| 9.         | Regal     | 16′ |

- Koppeln: II/I, I/P